# Fantasy (группа)
Fantasy (Фэ́нтези) — британская рок-группа начала 1970-х годов, исполнявшая прогрессивный рок. Fantasy выпустили лишь один студийный альбом в 1973 году, после чего потеряли контракт и распались, но впоследствии приобрели статус «забытой жемчужины британского рока».
Единственный альбом группы Paint A Picture специалисты относят к «шедеврам чисто английского, отмеченного классическими влияниями прогрессивного рока», отмечая оригинальность аранжировок, техническую оснащённость и уникальное авторское мастерство музыкантов.

## История группы
Первый состав группы — Джефф Уайтхорн (англ. Geoff Whitehorn, гитара), Пол Лоуренс (англ. Paul Lawrence)), акустическая гитара, вокал), Дэвид Меткалф (англ. David Metcalfe, клавишные), Дэвид Рид (англ. David Read, бас-гитара), Брайан Четхэм (англ. Brian Chatham, ударные), Боб Венн (гитара) и Пол Петли англ. Paul Petley, вокал) — собрался в 1970 году, под названием «Chapel Farm», на одноимённой ферме неподалёку от Грейвсенда (графство Кент), принадлежавшей Петли.
За три недели до того, как группе предстояло выступить в первом отделении у "Argent", Венн погиб в автокатастрофе: он направлялся на конкурс в клифтонвилльском отеле, когда его машина перевернулась и упала с утёса.
Без Брайана Четэма, но с новыми гитаристом Питом Джеймсом и барабанщиком Джоном Уэбстером, состав, под новым названием «Firequeen», начал выступать в первых отделенях прог-тяжеловесов, в частности, Edgar Broughton Band и Pink Fairies.
Группа направила демо-плёнку в Decca Records, однако контракт подписала с Polydor Records, где и вышел дебютный Paint A Picture — после того, как группа переименовалась в Fantasy. Как пишет музыкальный критик Марк Пэйтресс, «едва только стало ясно, что Fantasy не превратятся сразу же в новых Genesis или Van Der Graaf Generator, контракт с ним был расторгнут».
Год спустя группа распалась.
Позже[когда?] архивные плёнки Fantasy вышли на лейбле Audio Archives Records под заголовком «Beyond The Beyond».

## Участники
- Paul Petley (ведущий вокал, 1970—1971)
- Paul Lawrence (12-струнная гитара, вокал, 1971—1974)
- Peter James (гитара, вокал)
- Geoff Whitehorn (гитара)
- Bob Vann (гитара, 1970)
- David Read (бас, вокал)
- David Metcalfe (клавишные, кларнет, вокал)
- Jon Webster (перкуссия, вокал)
- Brian Chatham (ударные)

## Дискография
- Paint a Picture (1973)
- Beyond the Beyond (1992, запись 1974 г.)
- Vivariatum (1994, записи 1970—1976 гг.)